# (11966) Плато
(11966) Плато (фр. Plateau) — астероид главного пояса, который был открыт 12 августа 1994 года бельгийским астрономом Эриком Эльстом в обсерватории Ла-Силья, Чили и назван в честь бельгийского физика Жозефа Плато, сформулировавшего т.н. проблему Плато о существовании минимальной поверхности с заданной границей.

Орбита астероида Плато и его положение в Солнечной системе